# Sikenica (Fluss)
Die Sikenica ist ein 46,7 km langer Fluss und ein Nebenfluss des Hron in der Slowakei.
Die Quelle befindet sich in den Schemnitzer Bergen östlich des bebauten Ortskerns von Vysoká und nordwestlich von Dekýš. Auf der ersten Teilstrecke begleitet die Sikenica die Straße 2. Ordnung 524 und erreicht in der Gegend von Pukanec das Donauhügelland und fließt danach nach Süden. Nach Passieren der Orte Bohunice, Bátovce und dem Rand von Žemberovce erreicht die Sikenica das im Jahr 1976 ausgerufene Naturreservat Horšianska dolina bei Horša, wo der Fluss kurz nach Südwesten fließt und passiert im weiteren Verlauf durch Krškany, Kalinčiakovo, Rand von Mýtne Ludany und kreuzt den Perec westlich von Hontianska Vrbica. Südöstlich von Šarovce und westlich von Kukučínov mündet der Fluss in den Hron.